# ITV2
Pour les articles homonymes, voir ITV.
ITV2 est une chaîne de télévision britannique appartenant à ITV Digital Channels Ltd, une division du groupe audiovisuel ITV plc.

## Historique
Avant la création d'ITV2, ce nom est utilisé pour une deuxième chaîne commerciale proposée qui est finalement devenue Channel 4.
Cependant, le projet d'ITV2 refait surface dans les années 1990 pour de nombreuses raisons. Tout d'abord, le lancement de la télévision numérique terrestre au Royaume-Uni a permis à chaque diffuseur sur la télévision analogique d'avoir une bande passante plus importante dès l'arrêt de l'analogique, pouvant ainsi diffuser de nouvelles chaînes.

### Identité visuelle (logo)

2001-2002
2002-2003
2003-2006
2005-2008
2008-2013
2022-present

## Programmes

### Émissions
- America's Got Talent
- Britain's Got More Talent
- Celebrity Juice
- The Exclusives
- Gossip Girl
- Hell's Kitchen
- The Hot Desk
- I'm a Celebrity...Get Me Out of Here! NOW!
- The Jeremy Kyle Show
- Judge Judy
- The Only Way Is Essex
- Peter Andre: My Life
- The Real Housewives
- Take Me Out: The Gossip
- Top Dog Model
- The Xtra Factor

### Séries
- Ben and Kate
- Coronation Street
- Emmerdale
- Plebs
- Up All Night
- The Vampire Diaries
- Winners & Losers
- Bob's Burgers